# بيرت كيزر
بيرت كيزر (بالهولندية: Bert Keizer)‏ هو كاتب وطبيب هولندي، ولد عام 1947 في أمرسفورت. درس الفلسفة في نوتنغهام عام 1968 ومن ثم درس الطب في أمستردام عام 1972 وتخرج عام 1981 . بعد ذلك عمل كيزر طبيباً في كينيا وفي وقت لاحق عمل في دار الرعاية في أمستردام. عندما كان طبيباً في دار الرعاية كتب كيزر عن الإنتحار بمساعدة الطبيب (الذي كان مشروعاً في هولندا لبضع سنوات) والذي كان بارزاً في كتابه «هيت ريفرين ايز هين» الذي ترجمه كيزر نفسه إلى اللغة الإنجليزية تحت اسم «الرقص مع السيد دي». يقوم أسلوبه على التأملية مع وجود تيار من الواقعية (أو قد يقول البعض التشاؤم) حول محدودية الطب الذي يفضل معظم الناس بعدم التفكير فيه وأمانة فكرية ملحوظة حول مشاعر المريض ومشاعر الطبيب. وعلى الرغم من أن موضوع القتل الرحيم ووالمساعدة على الانتحار ليس جزءاً كبيراً جداً من الكتاب إلا انه كان أكثر نقطة بارزة في النقد الأدبي.